# Vianópolis
Vianópolis é um município brasileiro do estado de Goiás. Sua população estimada em 2017 era de 12.548 habitantes.

## História
O município de Vianópolis teve início em terras da antiga Fazenda Tavares, em consequência da Estrada de Ferro Goiás. Quando, em 1924, o diretor da estrada de ferro marcou o lugar para ser construída a Estação Ferroviária, o coronel
Felismino de Souza Viana adquiriu parte da fazenda e deu início à povoação denominada Vianópolis, em sua homenagem. Com a inauguração, em 1926, da rede de energia elétrica, de propriedade do fundador Levy Fróes, a localidade se desenvolveu, inclusive, no setor comercial, gerando rivalidade com Bonfim, hoje Silvânia, território em que se localizava.
O distrito foi criado em 16 de maio de 1927, pela Lei Municipal nº 121 e o Município, desmembrado de Silvânia (ex-Bonfim), em 19 de agosto de 1948, pela Lei Estadual nº 115. A instalação ocorreu no ano seguinte.

## Geografia

### Hidrografia
- Rio Corumbá[6]
- Rio Piracanjuba[7][8]
- Rio do Peixe[9]

### Rodovias
- GO-010
- GO-139
- GO-330

### Ferrovias

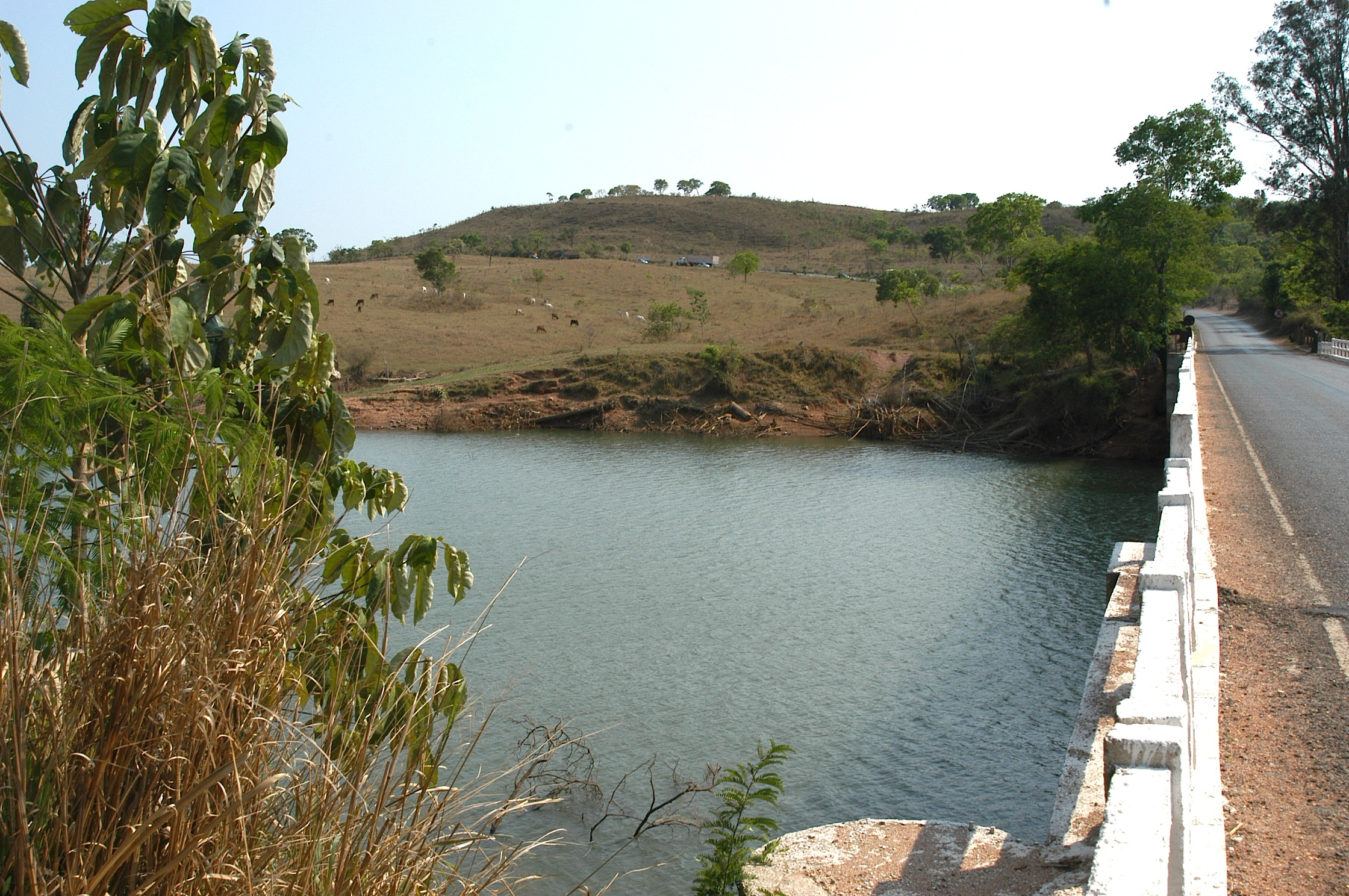
Ponte sobre o Rio Corumbá na GO-10

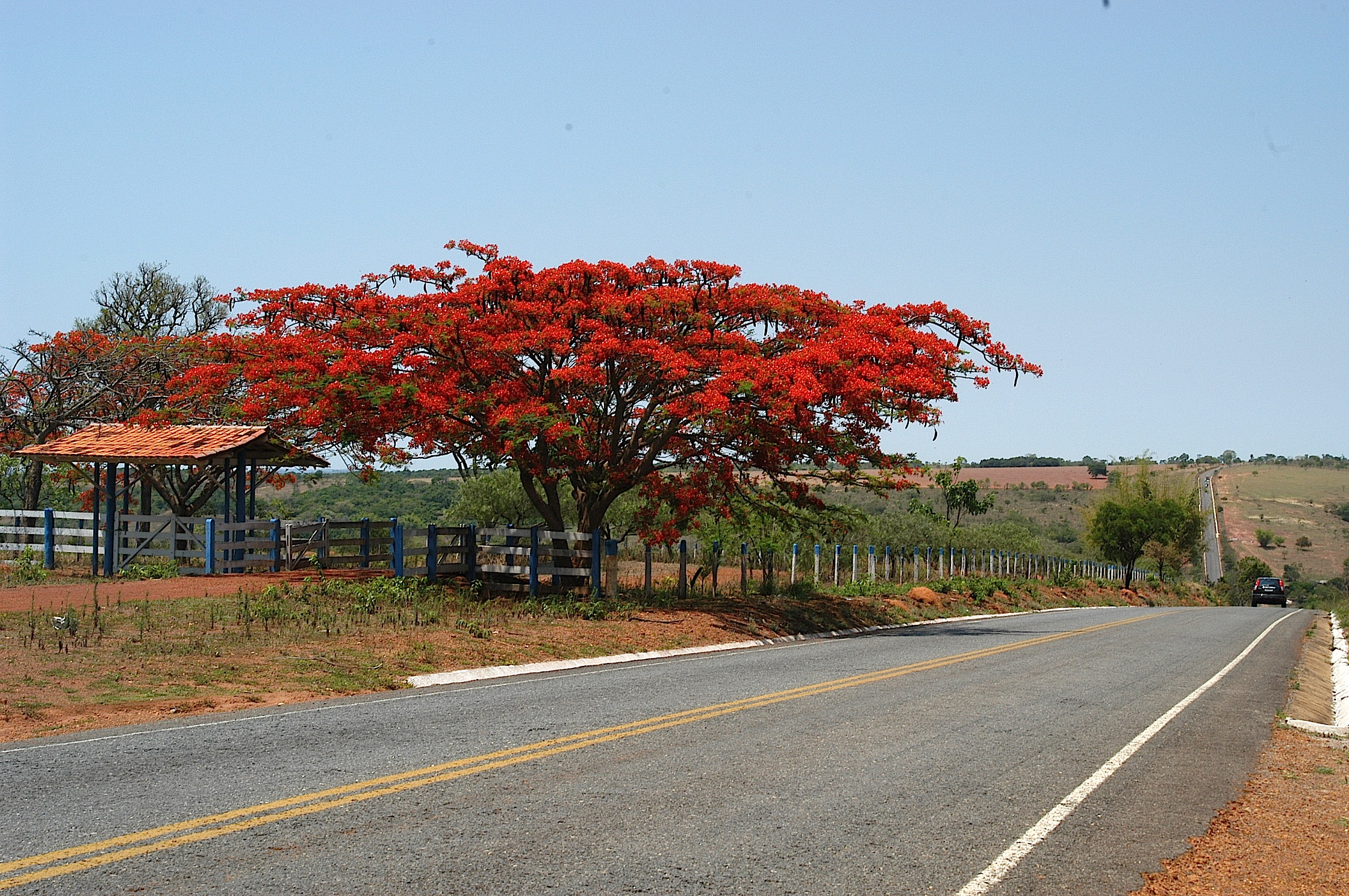
GO-139 entre Vianópolis e São Miguel do Passa Quatro

- Estrada de Ferro Goiás[10][11][12]

## Administração[13]
- Prefeito: Samuel Cotrim / Partido PP (2021/2024)
- Vice-prefeito: Marcelo Rezende

## Economia

### Agricultura
Situada na região da estrada de ferro, tem uma economia praticamente baseada na produção de soja e produtos agrícolas.

### Indústria
Destaca-se na fabricação de tijolos, cuja produção tem como principal mercado consumidor o Distrito Federal.

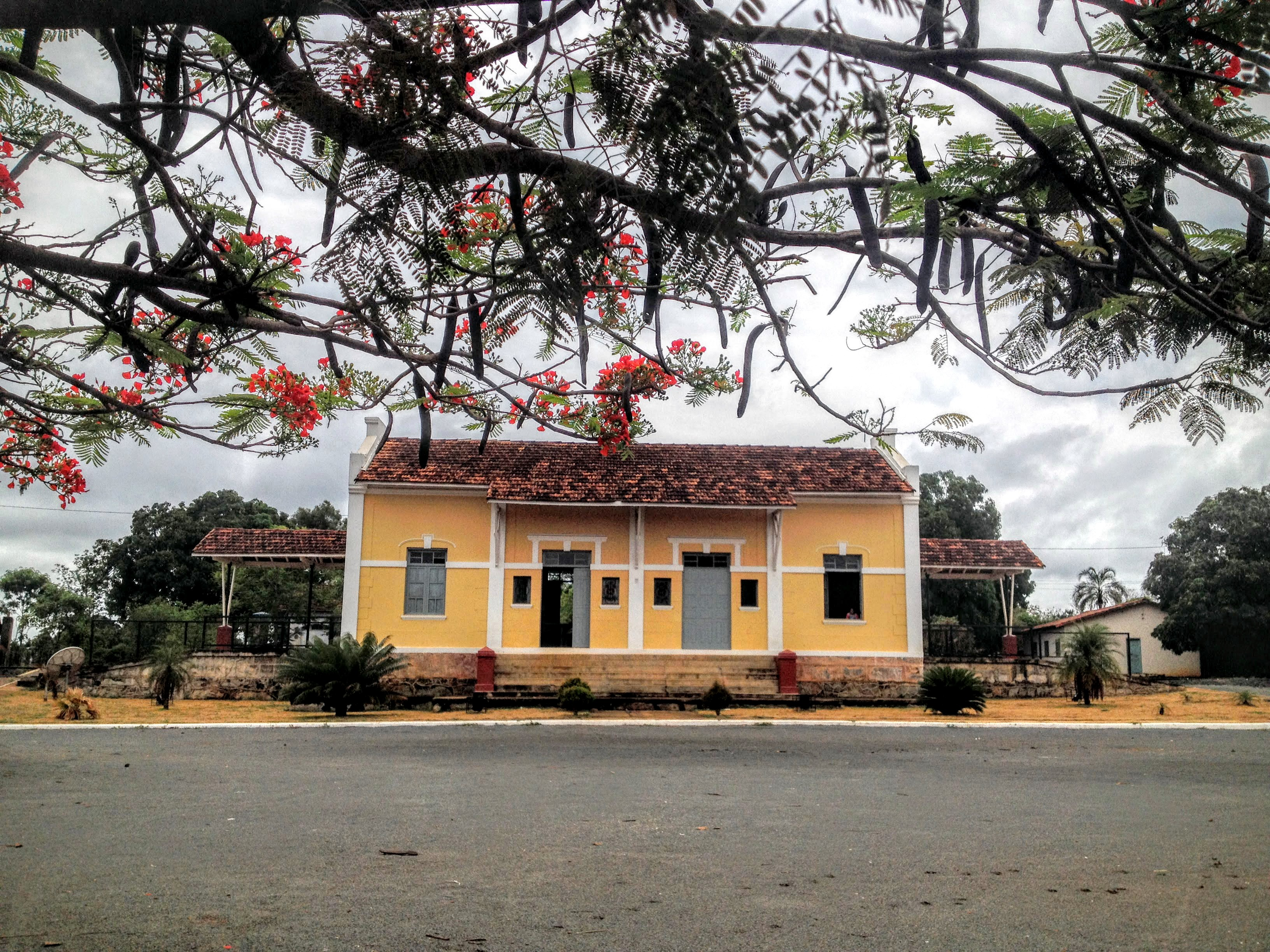
Estação histórica de Vianópolis Goiás